# برزة متوسطة
البارزة الناصفة هو جزء من الحدود السفلية لجزء تحت المهاد في الدماغ البشري. تورم صغير على الدرنة الرمادية خلف القمع - فوق ساق الغدة النخامية - البارزة الناصفة ينحصر تقريباً مابين السويقتين الدماغية من الخلف، والتصالب البصري من الأمام. 

والبارزة الناصفة هو واحد من سبع مناطق في الدماغ الخالية من حاجز الدم في الدماغ. يعتبر في بعض الأحيان أحد الأعضاء المحيطة بالبطينات.

## علم وظائف الأعضاء
البارزة الناصفة هي جزء من منطقة الوطاء والذي يفرز الهرمونات التنظيمية. له أهمية فسيولوجية كبيرة، لأنه جزء لا يتجزأ من نظام البوابة النخامية، الذي يربط منطقة ما تحت المهاد بالغدة النخامية. الفص العصبي (جزء من الغدة النخامية الخلفية) متواصل مع البارزة الناصفة من منطقة الوطاء عن طريق السويقة القمعية. الخلايا العصبية الصغيرة من منطقة الوطاء تنتهي في البارزة الناصفة من منطقة الوطاء. على وجه التحديد، هي في الجزء من البارزة الناصفة الذي تتجمع فيه إفرازات منطقة الوطاء (إفراز وتثبيط الهرمونات التنظيمية، والمعروفة باسم "الهرمونات الموجه للغدة النخامية") قبل الدخول من نظام البوابة.

## الهرمونات الموجهة للغدة النخامية
وتشتمل هذه الهرمونات الموجهة للغدة النخامية: CRF (عامل موجه لإفراز الهرمونات القشرية) ، GnRH (الهرمون الموجة لإفراز هرمونات الغدد التناسلية)، TRH (الهرمون الموجة لإفراز هرمون الثيرونين) GHRH (الهرمون الموجة لإفراز هرمون النمو) ، وDA (الدوبامين).
هذه الهرمونات الموجة للغدة النخامية تمضي لتحفيز أو تثبيط افراز الهرمونات من الغدة النخامية الأمامية.